# Galerie Huuto
La Galerie Huuto (finnois : Galleria Huuto) est une salle d'exposition du quartier de Kamppi à Helsinki en Finlande.

## Présentation
La galerie Huuto est gérée par l'association à but non lucratif Mehiläispesä ry, qui regroupe en 2018 plus de 100 artistes.

## Direction
Le directeur est Henni Oksman.
En 2018-2019 le comité de direction de Mehiläispesä est formé de :
- Antti-Ville Reinikainen (Président),
- Aino Jääskeläinen,
- Anna Broms,
- Kaarina Ormio,
- Kalle Turakka Purhonen,
- Kasper Muttonen,
- Maiju Salmenkivi,
- Marja Viitahuhta,
- Marjo Levlin,
- Paula Puoskari,
- Satu Rautiainen.